# Мавронт (герцог Прованса)
Мавронт (Мавронтий, Моронт; лат. Maurontus или Maurontius, фр. Mauronte; умер не ранее 739) — герцог Прованса в 730-х годах.

## Биография
Мавронт известен из нескольких раннесредневековых исторических источников. Наиболее подробные из них — франкские анналы (в том числе, хроника Продолжателей Фредегара, «Ранние Мецские анналы», «Хроника Муассака», «Фонтенельская хроника» и хроника Сигеберта из Жамблу). О военных действиях в Провансе в 730-х годах сообщается и в «Истории лангобардов» Павла Диакона. Также о деятельности Мавронта известно из дарственных хартий, данных им находившимся в его владениях церквям и монастырям.
О происхождении и ранних годах жизни Мавронта сведений в источниках не сохранилось. Вероятно, он был выходцем из знатной семьи. Одни исследователи считают его родственником майордома Нейстрии Вараттона и, таким образом, франком, другие — уроженцем Прованса, одним из последних представителей местной галло-римской знати. Предполагается, что владения семьи Мавронта располагались в южной части Прованса (вдоль средиземноморского побережья до устья Роны) и включали города Авиньон и Марсель.
Первые упоминания о Мавронте относятся к первой половине 730-х годов. В современных ему документах он назывался герцогом (лат. dux) Прованса. О том, что Мавронт носил также титул патриция (лат. patricius partibus Proventiae), упоминается только в намного более поздних источниках. В датированном 780 годом картулярии аббатства Святого Виктора приведён список патрициев Прованса, в котором Мавронт отсутствует: «Анседерт, Немфидий, Антенор, Метран и Аббон» (лат. «Ansedertus, Nemfidius, Antenor, Metranus et Abbon»). По одним данным, резиденция Мавронта находилась в Марселе, по другим — в Авиньоне. Предыдущим известным правителем этих земель был Метран, живший в первой трети VIII века.
С самого первого упоминания о Мавронте анналы особо подчёркивают его враждебное отношение к герцогу франков Карлу Мартеллу, фактическому правителю Франкского государства при «ленивых королях» из династии Меровингов. Предполагается, что неприязнь Мавронта к Пипинидам была вызвана его опасениями лишиться своих владений при установлении над Провансом власти герцога франков, подобно тому, как местные владетели лишились своих властных полномочий после установления Карлом Мартеллом контроля над Лионне и Бургундией. Вероятно, не признавая свою подчинённость Карлу Мартеллу, Мавронт своими непосредственными сюзеренами считал франкских монархов. Подтверждением таких настроений Мавронта историки считают сообщение о пребывании послов короля Хильперика II в Марселе в 730-х годах. В то же время антипипинидская политика Мавронта не имела широкой поддержки среди провансальской знати, желавшей с помощью Карла Мартелла избавиться от угрозы вторжений мавров. В том числе, среди противников Мавронта упоминаются члены знатной семьи, глава которой Аббон управлял землями в окрестностях Безансона, Сузы, Гапа и Амбрёна и контролировал торговые пути в Альпах, связывавшие Прованс с Апеннинским полуостровом.
Опасения Мавронта не были беспочвенными: в 734 году Карл Мартелл окончательно подчинил своей власти Бургундию и её правителем поставил не местного уроженца, а одного из приближённых к себе франков. Вслед за тем Карл Мартелл с войском пришёл в Прованс и взял под контроль Марсель, отдав управление городом новому правителю Бургундии.
Желая получить сильного союзника в борьбе с экспансией Карла Мартелла, Мавронт в том же году обратился за помощью к вали Нарбона Юсуфу ибн Абд ар-Рахману аль-Фихри. Во франкских анналах утверждается, что в качестве платы за союз Мавронт обязался передать маврам Авиньон и другие земли на левобережье Роны. Возможно, свидетельство о союзе Мавронта с мусульманами не является в полной мере достоверным, и речь должна идти только о союзе между равноправными партнёрами, связанными наличием общего врага.
Однако известно, что в 734 и 735 годах мавры без какого-либо сопротивления со стороны герцога Прованса заняли Авиньон, Арль и Лион. Эти захваты сопровождались разграблением городов и насилием над их жителями. Во всех этих городах Юсуфом ибн Абд ар-Рахманом аль-Фихри были оставлены мусульманские гарнизоны. Таким образом, под власть мавров попали все земли по обоим берегам Роны от устья реки до Лиона. В течение трёх лет набегам подверглись и другие города Лионне и Бургундии вплоть до Сьона: Юзес, Вивье, Валанс и Вьен. Эти нападения сопровождались страшным разорением: разрушениями церквей, монастырей и крепостей, массовыми убийствами духовных лиц и мирян. Вероятно, к тому времени относится и упоминаемое в средневековых источниках разорение Леринского аббатства, во время которого от рук мавров погибли пятьсот монахов.
В ответ на сдачу этих городов мусульманам, в 736 году Карл Мартелл начал военные действия против мавров. Он направил в Прованс войско во главе со своим братом Хильдебранодом. Не встретив сопротивления, франки вошли в Лион, а затем осадили хорошо укреплённый Авиньон, куда собрались арабские воины из гарнизонов других городов. В 737 году во главе большого войска из франков, бургундцев, алеманнов и баваров Карл Мартелл лично прибыл под стены города. В результате штурма Авиньон был захвачен. Вслед за тем сильному опустошению были подвергнуты владения Мавронта в долине реки Роны. С того времени территория, на которую распространялась власть Мавронта, была ограничена Марселем и его окрестностями.
От Авиньона войско Карла Мартелла двинулось в Септиманию, где продолжила военные действия против мавров. Воспользовавшись уходом франков из Прованса, Мавронт и его сторонники подняли восстание против герцога франков. Тот, занятый осадой Нарбона, не смог сразу же подавить это выступление.
Только в 739 году против мятежников были отправлены франки во главе с графом Хильдебрандом и присланное королём Лиутпрандом войско лангобардов. Союзники отвоевали у мавров Арль, а затем вблизи Авиньона нанесли поражение войску Мавронта. Сам герцог Прованса смог бежать с поля боя: одни историки утверждают, что Мавронт укрылся в Альпах, другие, что он укрылся у своих союзников мавров. Больше в исторических источниках о нём не упоминалось. Вероятно, с согласия Карла Мартелла преемником Мавронта и новым правителем Прованса стал наделённый титулом патриция Аббон. По свидетельству Павла Диакона, узнав об успехах франкско-лангобардского войска в Провансе, правители мавров приняли решение вывести все свои войска из всё ещё находившихся под их контролем территорий Прованса и Лионне.
В завещании патриция Аббона упоминается, что некоторые из родственников и сторонников Мавронта — Рикульф, Родбальд и Родульф — понесли заслуженное наказание за измену, а у первого из них, наиболее неистовавшего в союзе с маврами, по повелению короля Теодориха III и герцога Карла Мартелла было конфисковано всё имущество.
О семье Мавронта никаких сведений в источниках не сохранилось. На основании ономастических данных считается, что потомком или ближайшим родственником Мавронта мог быть живший в 780-х годах одноимённый епископ Марселя. Некоторые историки даже предполагают, что эти два Мавронта — одно и то же лицо: якобы, после бегства от франков герцог Прованса принял духовный сан и впоследствии получил епископскую кафедру в своём столичном городе. Однако для такого мнения нет достаточно веских оснований.